# 泰曼魚龍科
泰曼魚龍科（Temnodontosauridae）是魚龍目的一科。泰曼魚龍科目前只包含泰曼魚龍一屬。